# Массовые беспорядки в Бийске (1961)
Бийский погром — массовые беспорядки, устроенные в Бийске группой местных жителей 25 июня 1961 года.

## Ход событий
25 июня 1961 года жители села Первомайское Бийского района Алтайского края 38-летний плотник Николай Трубников, его жена Мария и зять Анатолий Прилепский приехали на рынок Бийска (в настоящее время — «Центральный рынок» на улице Сенной) для покупки подержанного автомобиля. При себе они имели 2580 рублей («новыми»). В тот день купить автомобиль не удалось, и Трубников с Прилепским решили заняться распитием спиртных напитков. Мария Трубникова в это время находилась в торговых рядах рынка.
Когда мужчины распивали спиртные напитки, к ним подошёл милицейский наряд в составе народного дружинника Огнева, рядового Лейзерзона и участкового уполномоченного Зосима. Патрульные потребовали прекратить распитие алкоголя в общественном месте, на что Трубников и Прилепский ответили руганью, которая привлекла внимание зевак. Лейзерзон и Огнев задержали Прилепского и отвели его в комнату милиции. Трубников же оказал сопротивление Зосиму, порвал тому рубашку. Участковый засвистел и выстрелил из пистолета в воздух. Прибывшие на помощь Зосиме милиционеры скрутили Трубникова и завели его в милицейскую машину. Вернувшаяся из торговых рядов Мария Трубникова, увидев, что муж и зять, у которых были деньги, арестованы, начала кричать, что милиционеры обокрали их. Толпа окружила машину и перевернула её. Милиционерам пришлось отпустить Трубникова, который тут же начал кричать, что они его избили и отобрали 30 тысяч рублей. В толпе несколько зачинщиков беспорядков стали призывать толпу громить пункты милиции и убивать милиционеров. В том числе это были люди, задерживавшиеся за хулиганство, спекуляцию, распитие спиртных напитков в общественных местах. Среди установленных зачинщиков значились безработный одноногий инвалид войны Виталий Лисин (37 лет), неоднократно задерживавшийся милицией за мелкое хулиганство и перепродажу вещей инвалид второй группы Михаил Мельников, Иван Ляхов и работник заготовительной конторы Байрам Кукоев (45 лет). В числе активных участников волнений были также водитель Станислав Косых, слесарь Николай Ченцов (20 лет), дорожный рабочий Михаил Филатов, Михаил Панькин и Захар Соколов (45 лет).
Толпа кричала, кидала в милиционеров камни, избивала. Чтобы милиционеры не могли уехать, Николай Ченцов оборвал провода под капотом автомобиля. Толпа пыталась вытащить Зосима, чтобы расправиться с ним. Представители власти попытались договориться с участниками беспорядков по-хорошему. На рынок прибыли заместитель начальника городского отдела милиции с несколькими подчинёнными, затем туда прибыл и сам начальник Овчинников и председатель Бийского горисполкома Гаркавый. Гаркавый пытался успокоить бунтующих, но те его освистали и согнали с перевёрнутой машины. Тогда руководством города был отдан приказ разогнать толпу при помощи пожарных водомётов. Однако участники беспорядков перерезали рукава, и пожарным бригадам пришлось покинуть территорию рынка.
На подмогу были вызваны военнослужащие. До их прибытия толпа продолжала попытки достать из перевёрнутой машины Зосиму. Михаил Панькин сумел вырвать у уполномоченного пистолет, но Овчинников отобрал его у него. Первым выстрелом был легко ранен Панькин, вторым — смертельно ранен Захар Соколов (он умер в больнице через сутки). В то же время толпе наконец удалось вытащить Зосиму. Солдаты и милиционеры сумели отбить его и перенести в машину скорой помощи, но бунтующие не дали ей уехать, и, вытащив Зосиму, продолжили его избивать. Когда Лисин решил, что Зосима мёртв, то подал команду толпе прекратить избиение. Беспорядки продолжались ещё около пяти часов, пока наконец усилиями милиции и военных не были прекращены.
Участник подавления бийских беспорядков, тогдашний заместитель начальника Алтайского управления КГБ Евгений Дорохов впоследствии рассказал, что в город были введены танки; сначала танки стреляли холостыми, затем боевыми. По словам Дорохова, были арестованы порядка двадцати человек, в том числе трое глухонемых (в те годы рядом с рынком находился клуб Всесоюзного общества глухонемых).

## Следствие и суды
10 июля 1961 года в Бийск из Прокуратуры СССР поступило распоряжение о скорейшем доведении дела до суда. Было принято решение разделить подсудимых на две части. На первом процессе судили Николая и Марию Трубниковых, Панькина, Ченцова и ещё троих участников беспорядков. Процесс длился с 5 по 7 сентября. Второй процесс длился с 3 по 6 октября, и на нём судили Лисина, Кукоева, Мельникова, Косых, Ляхова и Чернышёва. Процессы готовились в спешке, и ряд вопросов, например, судьба денег Трубниковых, осталась невыясненной.
Согласно книге Владимира Козлова «Массовые беспорядки в СССР», по обоим процессам к высшей мере наказания — смертной казни через расстрел было приговорено три человека, но впоследствии этот приговор был заменён на лишение свободы. Тем не менее, некоторые утверждают, что приговор в отношении Трубникова был оставлен без изменения и приведён в исполнение. Мария Трубникова была приговорена к 10 годам лишения свободы, остальные — в основном к длительным срокам лишения свободы (от 12 до 15 лет).

## Итоги
В ходе беспорядков никто из представителей власти не был убит. Погиб только один из участников беспорядков (в книге Виталия Сорокина «Последний в когорте железных вождей» сообщается, что погибли несколько участников волнений). Местное руководство получило выговоры по партийной линии. Заместитель начальника городского отдела милиции был снят с должности с формулировкой: «за проявленную нерешительность в ликвидации беспорядков и за необеспечение борьбы с нарушителями порядка».
По другой версии, изложенной документалистом Николаем Зеньковичем, погром произошёл не 25, а 21 июня. Всего в беспорядках участвовало около пятисот человек.
Массовые волнения в Бийске произошли немного раньше ряда похожих событий: в Муроме, в Александрове и в Новочеркасске. Поводы этих событий были разными.